# 西別院站
西別院站（日语：／ Nishibetsuin eki */?）是位於福井縣福井市松本三丁目，越前鐵道的三國蘆原線車站。車站編號為E25。

## 歷史
- 1929年（昭和4年）4月1日 - 三國蘆原電鐵車站啟用。
- 1942年（昭和17年）9月1日 - 京福電氣鐵道收購合併三國蘆原電鐵[1]，成為三國蘆原線車站[2]。
- 2001年（平成13年）6月25日 - 由於在越前本線發生事故（日语：京福電気鉄道越前本線列車衝突事故），車站暫停服務[3][4]。
- 2003年（平成15年）
  - 2月1日 - 車站設施轉讓至越前鐵道[3][5]。
  - 7月20日 - 越前鐵道車站重開[3]。
- 2024年10月11日：越前鐵道及福井鐵道均可使用ICOCA及全國通用IC卡付款[6][7]。

## 車站構造

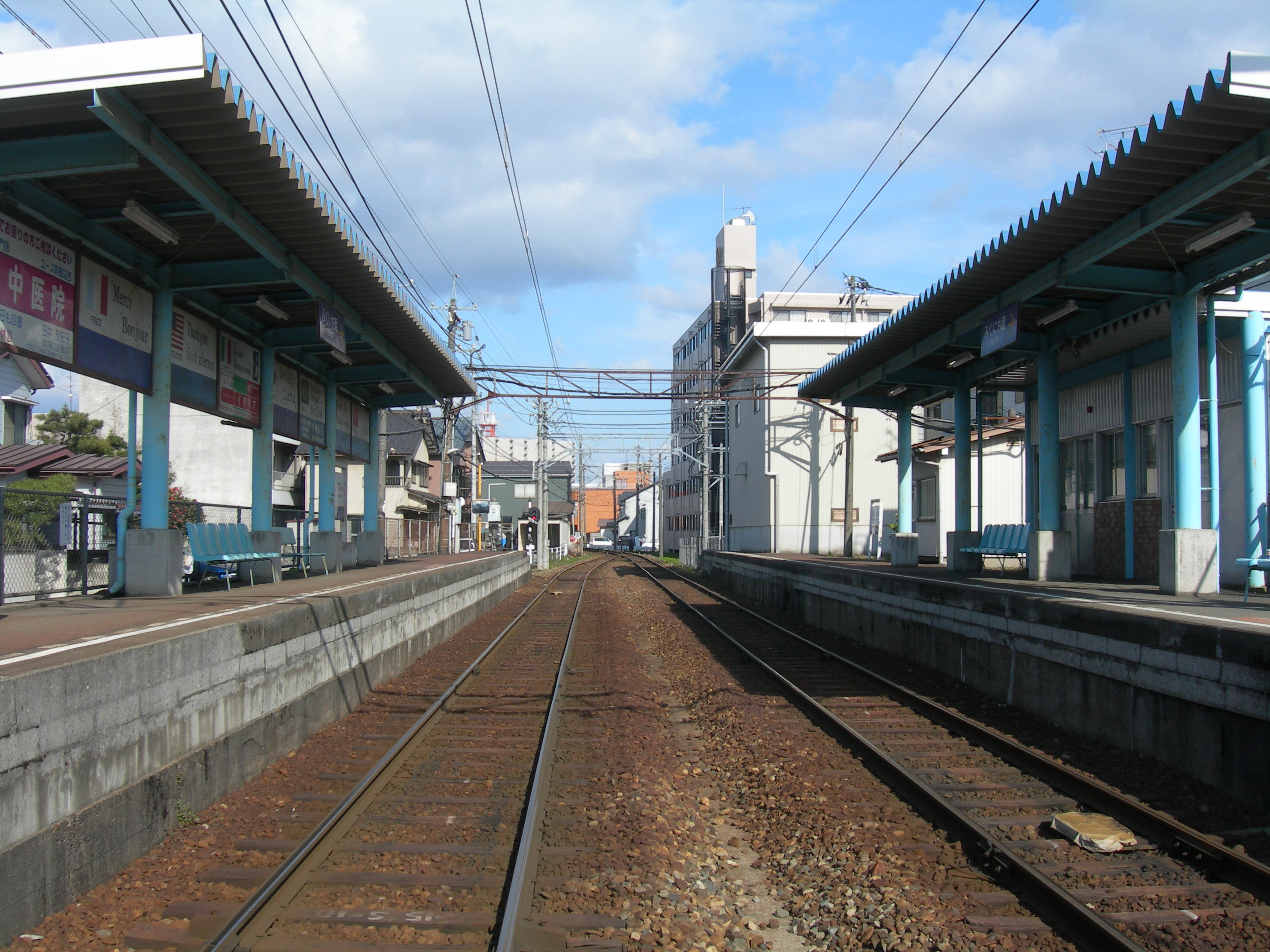
月台

車站是一座地面車站，設有2面2線相對式月台。列車靠左進站。售票櫃臺和檢票口位於車站南邊，鄰接2號月台。兩月台之間設有站內平交道。
售票櫃臺只於平日早上和黃昏營業。站內沒有商店。在1980年代前半（當時為京福電氣鐵道的車站）至2010年，兩月台上會有掛上了不同的國旗與問候語的廣告牌，截至2011年，許多廣告牌都已經被白色覆蓋。

### 月台
| 月台              | 路線        | 上下行 | 方向     |
| ----------------- | ----------- | ------ | -------- |
| 車站大樓一方（2） | ■三國蘆原線 | 下行   | 三國方向 |
| 反対側（1）       | ■三國蘆原線 | 上行   | 福井方向 |

## 使用狀況
以下為一日平均上下車人次：
| 上下車人次變化 | 上下車人次變化 |
| 年度           | 1日平均人次    |
| -------------- | -------------- |
| 2011年         | 377            |
| 2012年         | 437            |
| 2013年         | 423            |
| 2014年         | 388            |
| 2015年         | 350            |
| 2016年         | 307            |
| 2017年         | 335            |
| 2018年         | 324            |
| 2019年         | 295            |
| 2020年         | 245            |
| 2021年         | 155            |

## 相鄰車站
越前鐵道
■三國蘆原線
□快速（只有上行班次）、■普通
松本町屋（E24）－西別院（E25）－田原町（E26）

## 外部連結
- 西別院站 （页面存档备份，存于）（日語） - 越前鐵道